# Лемья (приток Косы)
Лемья (Сантомай) — река в России, протекает в Кочёвском районе Пермского края. Устье реки находится в 193 км по левому берегу реки Коса. Длина реки составляет 13 км.
Исток реки на Верхнекамской возвышенности в 12 км к западу от села Кочёво. Генеральное направление течения — юго-восток. Приток — Нипан (левый). Незадолго до устья протекает деревню Гаинцево (Кочёвское сельское поселение). Впадает в Косу в 12 км к юго-западу от Кочёво.

## Данные водного реестра
По данным государственного водного реестра России относится к Камскому бассейновому округу, водохозяйственный участок реки — Кама от истока до водомерного поста у села Бондюг, речной подбассейн реки — бассейны притоков Камы до впадения Белой. Речной бассейн реки — Кама.
По данным геоинформационной системы водохозяйственного районирования территории РФ, подготовленной Федеральным агентством водных ресурсов:
- Код водного объекта в государственном водном реестре — 10010100112111100002423
- Код по гидрологической изученности (ГИ) — 111100242
- Код бассейна — 10.01.01.001
- Номер тома по ГИ — 11
- Выпуск по ГИ — 1